# Austrosticta frater
Austrosticta frater – gatunek ważki z rodziny Isostictidae.